# Orovilca
Orovilca es un cuento del escritor peruano José María Arguedas publicado en 1954 formando parte de la colección Diamantes y pedernales. Agua. En 1967 apareció incluido en la recopilación Amor mundo y todos los cuentos (edición de Francisco de Moncloa Editores).
Es uno de los pocos cuentos de Arguedas ambientados en la costa peruana, más específicamente en Ica, una ciudad en medio del desierto. El autor relata en primera persona una experiencia vivida en dicho lugar, cuando era un adolescente que cursaba el primer año de secundaria en un colegio internado. Su título evoca a una laguna cercana a Ica, uno de los escenarios del cuento.

## Contexto
La publicación de «Orovilca» marcó la reaparición de Arguedas como cuentista después de casi 20 años, pues desde la publicación de su primer libro de cuentos, Agua (libro), en 1935 no había dado a la luz ningún relato de ese género (si exceptuamos el relato titulado «El zumbayllu»). 
Este relato nació de una experiencia biográfica del autor: su paso por el entonces colegio internado San Luis Gonzaga de Ica, donde cursó el 1° y 2° año de secundaria, entre 1926 y 1927. Esa fue su primera experiencia larga viviendo en la costa peruana, donde sufrió en carne propia el desprecio de los costeños hacia la gente de la sierra aindiada. Fue allí donde tuvo su primer romance apasionado, hacia una muchacha iqueña llamada Pompeya, a quien le dedicó unos acrósticos, pero ella lo rechazó diciéndole que no quería tener amores con serranos.

## Escenarios
Los escenarios de este cuento son:
- La ciudad de Ica, con su plaza de frondosos ficus y su colegio internado.
- La comarca que rodea a Ica: el valle, las dunas y la laguna de Orovilca.

Orovilca (del quechua: roro willka ‘gusano sagrado’) es una laguna u oasis situada en el desierto, rodeada de yerbas y árboles nativos, como el huarango. Es la laguna más alejada de la ciudad; otras lagunas son La Huacachina, Saraja y La Huega. 

## El narrador
El que rememora la historia es un adulto que no actúa pero comenta y predice los acontecimientos. El niño que habla en primera persona es el narrador en su infancia, quien presencia los hechos descritos e interviene como un auxiliar moral de su amigo Salcedo. 

## Argumento
Los recuerdos de infancia del narrador se ordenan y dan vida a este argumento: el personaje principal, Salcedo, es un alumno distinguido e inteligente, de habla sosegada y culta, que provoca la envidia de Wilster, un alumno más extrovertido y deportista, aficionado del canto y la música. Salcedo se ve obligado a retar a Wilster a una pelea. Se agarran a golpes en el corral de silos del colegio. Salcedo pierde y se marcha para nunca más volver.

## Personajes

### Principales
- Salcedo es un estudiante interno que cursa el 5º año de secundaria. Tenía la frente alta, la nariz recta y los cabellos ondulados. Era oriundo de la provincia de Nazca. Solitario, noble, bondadoso. Muy dado al estudio y la reflexión, gustaba de los debates en clase y exponía sus argumentos de manera extensa e ilustrada, por lo que era respetado por los profesores y compañeros. No acostumbraba a vestirse a la moda, sino usaba siempre un traje sencillo de dril. Solía pasear y reposar bajo la sombra protectora de los ficus de la plaza de Ica.
- Wilster es otro estudiante interno del 5º año de secundaria. De ojos saltones, alto y fornido, extrovertido y deportista. Era el más fuerte de todos sus compañeros. Vestía siempre elegante. Cantaba y bailaba alegremente los ritmos de moda, por lo que era muy festejado por sus compañeros. Pero cuando principió a hostigar incesantemente a Salcedo, muchos empezaron a odiarlo y dejaron de celebrarle sus ocurrencias.
- El narrador, que se describe como recién llegado de los Andes. Es un alumno de primer año de secundaria, que debe soportar el desprecio de los costeños hacia los serranos. Se hace amigo de Salcedo, a quien empieza a admirar.

### Secundarios
- Muñante, el amigo de Wilster.
- Gómez, apodado el cetrino, era un alumno que destacaba en las competencias atléticas. Tenía ojos negrísimos e infantiles, y su faz era similar a la de un ave de rapiña.
- El resto de los internos del colegio, que sumaban en total 28 alumnos.
- Hortensia Mazzoni, que es descrita como la muchacha más bella de Ica.
- El profesor de historia, apodado “Camión” por su corpulencia. Era un hacendado, doctor en letras y taurófilo.
- El inspector jefe del colegio, un viejo calvo y enérgico. Era un antiguo montonero pierolista.
- El portero del internado, un negro joven.

## Resumen
El cuento empieza con una especie de introducción en la cual se describe al ave chaucato. Cierta tarde, una de estas aves se posa en uno de los grandes ficus que dan sombra al claustro del colegio de Ica. Dos alumnos internos prestan atención al canto del chaucato: uno es Salcedo, natural de Nasca, tenido como el más distinguido e inteligente de todos los alumnos; el otro es el narrador, que se describe como un niño recién llegado de los Andes, y a quien llamaremos José María. 
Salcedo entabló conversación con José María, quien le comentó que el canto del chaucato era similar al zorzal que abundaba en su tierra. Salcedo le explicó que el chaucato era un genio benefactor que encarnaba el agua fértil y fresca del subsuelo, o bien podría ser un príncipe o un genio antiguo del valle iqueño. Ambos seguían charlando cuando de pronto irrumpió Wilster, quien prepotentemente hizo callar a Salcedo, llamándolo charlatán. Entre ambos ya existía una tensa disputa, alimentada por la disimilitud de sus caracteres: Salcedo era un estudiante muy dado al estudio y la reflexión; solía exponer larga y tendidamente sus puntos de vista en el aula, por lo que era muy respetado por el resto de alumnos y hasta por los mismos profesores. Mientras que Wilster era más extrovertido y deportista, aficionado al canto y baile de los ritmos de moda. Fue Wilster quien empezó a odiar a Salcedo, a raíz de un comentario que éste hizo sobre Hortensia Mazzoni, descrita como la muchacha más bella de Ica. Decía que de noche ella bailaba sola en el salón de su casa, al ritmo de un jazz titulado «Cuando el indio llora»; todos la podían ver desde los balcones que daban a la plaza de armas y que ella no se daba cuenta de que la miraban, pues la calle estaba a oscuras mientras que su salón se hallaba bien iluminado. Wilster dijo que eso no era posible, pues una rama de un ficus se extendía frente a los balcones, a lo que Salcedo respondió irónicamente: «Es el privilegio de los árboles. Crezca como él, Wilster». Unos días después, Wilster odiaba a Salcedo y andaba acosándolo.
Hasta que ese día del canto del chaucato, Salcedo no soportó más y retó a Wilster a una pelea, que debía realizarse detrás del corral de los silos. Wilster aceptó mientras comentaba con su amigo Muñante que acabaría con Salcedo. El narrador y el resto de alumnos se alarmaron, porque Wilster era mucho más fuerte que Salcedo y no era necesaria mucha imaginación para saber el desenlace de esa lucha. Otro estudiante, Gómez, que era campeón de atletismo, se ofreció como juez, lo que tranquilizó al resto. Contaban con que Gómez evitara cualquier exceso de parte de Wilster.
José María cuenta después su amistad con Salcedo, a quien acompaña a la laguna de Orovilca, situado más allá de las dunas, en pleno desierto, a la que llegaron tras una larga caminata, llevando sendas sandías para saciar la sed. Salcedo se bañaba en la laguna y luego le contaba a su amigo muchas historias reales y fantásticas de aquella región. Le habló de unos dromedarios y camellos que llegaron de África hacía siglos, pero que solo sobrevivieron unos años; le contó también de una corvina de oro que viajaba desde el mar hasta la laguna de Orovilca, nadando sobre las dunas, animal fantástico que debía ser diez veces más grande que una corvina de mar, pues se le distinguía claramente desde lejos, y que en primavera llevaba sentada sobre su lomo a Hortensia Mazzoni, tras una aleta encrespada. Naturalmente, José María se mostró escéptico ante tal historia, pero recordó que los indios eran también dados a contar ese tipo de relatos. Le llamó la atención que siendo Salcedo un mestizo costeño y acriollado, tuviera una mentalidad mágica como la de los indios. Para terminar, José María le preguntó a Salcedo si insistiría en pelear con Wilster, recibiendo una respuesta afirmativa: no podía echarse atrás pues él había lanzado el reto.
Llegado el momento de la pelea, los tres involucrados, Salcedo, Wilster y Gómez fueron al corral de los silos y se encerraron, mientras que los demás internos se agruparon afuera. Desde allí se escuchaba el rumor de la pelea; podía sentirse que Salcedo llevaba la peor parte. En un momento divisaron a Gómez arrastrando del cuello a Wilster, llevándolo hacia afuera, como para evitar que se excediera sobre Salcedo, y en ese momento sonó la campana del Colegio. Todos los alumnos se dispersaron, mientras que Gómez dejó a Wilster en el suelo. Después de un rato Wilster se levantó y se sumó al resto de los alumnos, mientras que Salcedo se quedó dentro del corral; a decir de Gómez, necesitaba arreglarse y no convenía que el inspector le viera en tal traza. José María le preguntó qué daño había sufrido y Gómez le respondió que nada fuerte, que solo le manaba un poco de sangre. Era ya de noche y los alumnos internos solían ser reunidos a esa hora por el inspector, quien no se dio cuenta de la ausencia de Salcedo.
Cuando el portero fue a cerrar el corral de los silos, encontró a Salcedo, recostado en un ficus, con la cara cubierta por un trapo y con la camisa ensangrentada. Salcedo le rogó que le dejara salir del colegio, que solo iría a la botica y volvería enseguida. El portero lo dejó ir y lo esperó hasta la medianoche; como no volvía, salió a la calle a buscarlo, sin hallarlo. Desde entonces no se supo nada de Salcedo. A la mañana siguiente el inspector fue informado de la desaparición del joven, organizándose entonces su búsqueda, pero sin resultado. José María intentó convencer al inspector que buscara a Salcedo en el camino del mar a Orovilca, pero no fue tomado en serio. Para todos era evidente que Salcedo se había marchado para siempre.

## Análisis
“Orovilca” es un cuento de tema y paisaje distintos a los acostumbrados por Arguedas en sus habituales narraciones andinas. Aquí hay una mayor preocupación por el lenguaje, una conquista más visible por alcanzar la prosa que asimilara el castellano sin deformarlo demasiado. Aquí se ve la tendencia hacia la frase española no quechuizada, y siempre dentro de la oralidad mestiza que él buscaba. En “Orovilca” hay inclusive una retórica más pulida y menos agreste que en Agua. En cierto sentido, puede decirse que en “Orovilca” la intención poética se da mejor que en textos previos. La prosa de Agua fue un diamante en bruto; en “Orovilca” ya está pulido. Y debido a este pulimento no vemos quechuismos ni “traducciones” del quechua, sin que tampoco se necesiten “glosarios”. En una palabra, hay soltura de lenguaje y las frases se encadenan mejor que antes para lograr el ritmo de los párrafos.

De otro lado, hay una buena pintura de retratos, especialmente de Salcedo, de Wilster y del narrador. Las figuras están precisas, nítidas, los rasgos físicos y morales bien dados, y sobre todo hay una atmósfera lírica que va dibujando la fantasía, la cual brota del paisaje, cuyo tratamiento merece una mención aparte. (Carlos Eduardo Zavaleta)

## Vocabulario
- Chaucato, ave perteneciente a la familia de los Mímidos. Es del tamaño de una paloma pequeña, de plumaje marrón grisáceo, alas cortas y redondeadas y una cola larga terminada en puntas blancas. (Enciclopedia Tauro del Pino, 2001).
- Duna, colina de arena movediza que en los desiertos y en las playas forma y empuja el viento (DRAE).
- Ficus, planta de clima subtropical, de porte arbóreo o arbustivo, con hojas grandes, lanceoladas y de haz brillante (DRAE).
- Huarango, árbol de la familia de las Mimosáceas. Forma extensos bosques a lo largo de los ríos costeños del Perú. Se caracteriza por sus grandes espinas blancas. En la costa sur se llama huarango al algarrobo (Enciclopedia Tauro del Pino, 2001).